# اورلیتسکه پودهوری
اورلیتسکه پودهوری (به چکی: Orlické Podhůří) یک منطقهٔ مسکونی در جمهوری چک است که در ناحیه اوستی ناد اورلیتسی واقع شده‌است. اورلیتسکه پودهوری ۱۳٫۵۲ کیلومتر مربع مساحت و ۶۴۱ نفر جمعیت دارد و ۴۲۶ متر بالاتر از سطح دریا واقع شده‌است.